# Mustapha Yatabaré
Mustapha Yatabaré (Beauvais, 1986. január 26. –) mali válogatott labdarúgó, jelenleg a Trabzonspor játékosa.

## Sikerei, díjai
Villemomble Sports
- Francia negyedosztály győztese (1): 2006–07

Guingamp
- Francia kupagyőztes (1): 2013–14